# Liberación (película)
Liberación (del ruso: 'Освобождение'), Osvobozhdenie, en alemán: Befreiung, en polaco: Wyzwolenie es una serie de películas de 1970 y 1971, dirigidas por Yuri Ózerov y filmadas en proceso de NIKFI de formato ancho (70 mm). El guion fue escrito por Yuri Bóndarev y Oscar Kurganov. La serie fílmica fue una coproducción internacional entre la Unión Soviética, Polonia, Alemania Oriental, Yugoslavia e Italia.
Las películas narran de forma dramatizada la liberación del territorio de la Unión Soviética y la posterior derrota de la Alemania nazi en la Segunda Guerra Mundial, centrada en cinco grandes campañas del Frente Oriental: la Batalla de Kursk, la Ofensiva del Bajo Dnieper, la Operación Bagration, la Ofensiva del Vístula-Óder y la Batalla de Berlín.

## Trama

### 1.ª Película:La bolsa de fuego
Tras ser alertados de la inminente ofensiva alemana en Kursk, los soviéticos lanzan un ataque preventivo de artillería, retrasando al enemigo. El batallón del teniente coronel Lukin -dirigido por los oficiales Tzvetaev, Orlov y Maximov- participa en la batalla, así como el tanque del teniente Vasiliev.
En el Campo de Concentración de Sachsenhausen, Yakov Dzhugashvili rechaza la oferta de Andrei Vlasov de cambiarlo por Friedrich Paulus. Mientras tanto, en Kursk, los alemanes avanzan. Maximov huye, pero finalmente da media vuelta y opta por ser fusilado al ser capturado.
Al enterarse de la propuesta alemana sobre Yakov, Stalin la rechaza, diciendo que no cambiará a un mariscal de campo por un soldado. Los partisanos yugoslavos rompen el cerco. Se lanza la contraofensiva soviética en Kursk. Erich von Manstein compromete todas sus fuerzas en un asalto final, llevando a los soviéticos al borde de la derrota. Vatutin insta a enviar la reserva estratégica, que repele a los alemanes.

### 2.ª Película:Ruptura
Tras el desembarco aliado en Sicilia, Mussolini es detenido por orden del Rey. En Varsovia, la resistencia polaca bombardea un cine alemán. Otto Skorzeny y sus comandos rescatan a Mussolini.
El Ejército Rojo llega al Dniéper. El regimiento de Lukin lo cruza, supuestamente como vanguardia de la división; sin saberlo, no son más que una estratagema para despistar al enemigo. El regimiento queda aislado sin refuerzos y aniquilado. Lukin es asesinado. Tzvetaev conduce a los supervivientes de vuelta a sus líneas.
Por orden de Stalin, el Alto Mando soviético planea su ofensiva sobre Kiev, redesplegando sigilosamente sus fuerzas. La ciudad es liberada. Los líderes aliados se reúnen en Teherán.

### 3.ª Película:La dirección de ataque principal

#### Parte 1
Stalin informa a sus aliados de que poco después del desembarco de Normandía tendrá lugar una ofensiva soviética. El Stavka decide atacar en Bielorrusia. Orlov dirige a sus soldados en una carga para rescatar a la enfermera Zoia, que insistió en evacuar a los heridos del campo de batalla.
Tras concluir que los pantanos de Bielorrusia son transitables, Rokossovsky exige que el esfuerzo principal se dirija hacia Bobruisk e insiste hasta que Stalin lo aprueba. Panteleimon Ponomarenko ordena a los partisanos bielorrusos atacar todos los ferrocarriles. Se lanza la Operación Bagration.

#### Parte 2
Los soviéticos marchan sobre Bobruisk. Después liberan Minsk. Un grupo de oficiales alemanes intenta asesinar a Hitler y tomar el poder, pero fracasa. Churchill se alegra al enterarse, pues teme que una paz deje Europa en manos de Stalin.
En Polonia, Zawadzki y Berling observan el río Bug mientras el 1.er Ejército polaco lo cruza, diciendo que están contentos de volver a casa.

### 4.ª Película:La Batalla de Berlín
Stalin ordena acelerar la ofensiva Vístula-Oder para aliviar a los aliados. Karl Wolff es enviado a negociar con los estadounidenses.
Zhukov rechaza la orden de la Stavka de tomar Berlín, temiendo un ataque a su flanco. En Yalta, Stalin notifica a Churchill y Roosevelt que conoce sus tratos secretos con el enemigo. Diciendo que la confianza es lo más importante, rompe el cuadro en el que aparecen Allen Dulles y Wolff. Las fuerzas de Zhukov cruzan el Oder y se acercan a Berlín. Los soviéticos capturan a un francotirador adolescente; se lo envían a su madre. El tanque de Vasilev se estrella contra una casa. La tripulación tiene una agradable comida con la familia del propietario. Los soviéticos y los polacos asaltan el Tiergarten.

### 5.ª Película:El asalto final
En Berlín, la infantería del teniente Yartsev y la batería de Tzvetaev se abren paso en el U-Bahn. Cuando Hitler ordena inundar los túneles, Tzvetaev se ahoga mientras rescata a civiles.
La compañía del capitán Neustroev es seleccionada para izar la Bandera de la Victoria en lo alto del Reichstag. Un oficial soviético es destinado al Führerbunker como operador de comunicaciones para las negociaciones sobre la rendición alemana. En el Führerbunker, tras casarse con Eva Braun, Hitler la asesina y se suicida. En el Reichstag, Dorozhkin muere en los combates. Se despliega la Bandera de la Victoria en la cúpula. La guarnición de Berlín se rinde incondicionalmente. Fuera del Reichstag, Vasiliev, Orlov, Yartsev y una inmensa multitud de soldados del Ejército Rojo celebran la victoria.

## Reparto

### Actores soviéticos
| - Nikolái Olialin como Tzvetaev. - Larisa Golubkina como Zoia. - Vsévolod Sanáyev como Lukin. - Boris Seidenberg como Orlov. - Viktor Avdyushko como Maximov. - Yuri Nazarov como soldado del Ejército Ruso de Liberación. - Mijaíl Gluzski como Ryazhentzev. - Iván Mykolaychuk como Savchuk. - Leonid Kuravliov como señalizador de Chuikov. - Bujuti Zaqariadze como Iósif Stalin. - Nikolái Bogolyubov como Kliment Voroshílov. - Mijaíl Ulianov como Gueorgui Zhúkov. - Ivan Pereverzev como Vasili Chuikov. - Roman Tkachuk como Alekséi Yepishev. - Anatoly Kuznetsov como Gueorgui Zajarov. | - Viktor Bortsov como Grigori Oriol. - Yuri Leghkov como Ivan Kónev (partes I-II). - Vasily Shukshin como Kónev (partes III-V). - Mikhail Nozhkin como Yártsev - Yuri Kamorny como Vasiliev. - Valery Nosik como Dorozhkin. - Evgeny Burenkov como Aleksandr Vasilevski. - Sergei Kharchenko como Nikolái Vatutin. - Vladlen Davydov como Konstantín Rokossovski. - Dimitry Franko como Pável Rybalko. - Vladislav Strzhelchik como Alekséi Antónov. - Konstantin Zabelin como Mijaíl Katukov. - Klion Protasov como Serguéi Shtemenko. - Aleksander Afanasiev como Dmitri Leliushenko. - Grigory Mikhaylov como Mijaíl Malinin. - Leonid Dovlatov como Serguéi Galadzhev. | - Peter Glebov como Pável Rótmistrov. - Lev Polyakov como Andréi Grechko. - Viktor Baikov como Viacheslav Mólotov. - Alexei Glazyrin como Panteleimón Ponomarenko. - Vladimir Korenev como Stepan Neustroev. - Eduard Izotov como Alekséi Berest - Gennadi Khrashenikov como Mijaíl Yégorov. - Gogi Kharabdze como Melitón Kantaria. - Yuri Pomernatzev como Andréi Vlásov. - Ioseb Gugichaishvili como Yákov Dzhugashvili. - Yuri Durov como Winston Churchill. - Aleksander Barushnoi como Alan Brooke. - Elizaveta Alexeeva como Eleanor Roosevelt. - Nikolai Yeremenko Sr. como Josip Broz Tito. - Yulia Dioshi como Magda Goebbels. - Georgi Tusuzov como Víctor Manuel III de Italia. |

### Actores alemanes
| - Fritz Diez como Adolf Hitler. - Horst Giese como sapper Bruno Fermella (I)/Joseph Goebbels (IV-V). - Gerd Michael Henneberg como Wilhelm Keitel. - Werner Dissel como Alfred Jodl. - Siegfried Weiß como Erich von Manstein. - Peter Sturm como Walter Model. - Hannjo Hasse como Günther von Kluge. - Alfred Struwe como Claus Schenk von Stauffenberg. - Martha Beschort-Diez como mujer anciana en Berlín. - Horst Gill como Otto Günsche. - Angelika Waller como Eva Braun. - Erich Thiede como Heinrich Himmler. - Kurt Wetzel como Hermann Göring. - Joachim Pape como Martin Bormann. - Fred Alexander como Elyesa Bazna. | - Peter Marx como Theodor Busse. - Hans-Ulrich Lauffer como Gustav Schmidt. - Erich Gerberding como Ernst Busch. - Ralf Böhmke como Adolf Hamann. - Wilfried Ortmann como Friedrich Olbricht. - Hans-Edgar Stecher como Werner von Haeften. - Werner Wieland como Ludwig Beck. - Otto Dierichs como Erwin von Witzleben. - Paul Berndt como Albrecht Mertz von Quirnheim (III)/Arthur Axmann (IV-V). - Max Bernhardt como Carl Friedrich Goerdeler. - Manfred Bendik como Ernst John von Freyend. - Rolf Ripperger como Adolf Heusinger. - Fritz-Ernst Fechner como Heinz Brandt. - Willi Schrade como Wolfram Röhrig. | - H. Schelske como Friedrich Fromm. - Hinrich Köhn como Otto Ernst Remer. - Herbert Körbs como Heinz Guderian. - Joseph (Sepp) Klose como Karl Wolff. - Fred Mahr como Sepp Dietrich. - Gert Hänsch como Helmut Weidling. - Hans-Hartmut Krüger como Hans Krebs. - Otto Busse como Heinz Linge. - Georg-Michael Wagner como Walter Wagner. |

### Actores polacos
| - Jan Englert como Jan Wolny. - Stanisław Jaśkiewicz como Franklin Delano Roosevelt. - Daniel Olbrychski como Henryk. | - Barbara Brylska como Helena. - Wieńczysław Gliński como 'Blacksmith'. - Ignacy Machowski como mozo de cuadra. | - Franciszek Pieczka como Pelka. - Tadeusz Schmidt como Zygmunt Berling. - Maciej Nowakowski como Alexander Zawadzki. |

### Otros
- Ivo Garrani como Benito Mussolini.
- Erno Bertoli como Pierre Pouyade.
- Florin Piersic como Otto Skorzeny.
- B. White como Hughe Knatchbull-Hugessen.